# Sardur I

Het okergele gebied duidt Urartu aan onder koning Sardur I.

Sardur(i) I of Sapur I was de tweede koning van Urartu en regeerde van 840 tot 830 v.Chr.. Hij volgde de eerste koning en stichter van Urartu, Aramu, op.
Het is vanaf zijn regeerperiode dat Urartu begint aan een grote expansiepolitiek. Sardur I verplaatst de hoofdstad van het rijk naar de stad Tushpa (het huidige Van in Oost-Turkije). Hij was de eerste koning van Urartu die eigen inscripties naliet. Deze inscripties op de stenen van de citadel van Tushpa waren opgesteld in Akkadisch spijkerschrift en ook de bewoordingen waren overgenomen van de Assyriërs.
Ishpuinis volgde hem op.
Aramu · Sardur I · Ishpuinis · Menuas · Argishti I · Sardur II · Rusa I · Argishti II · Rusa II · Sardur III · Sardur IV · Erimena · Rusa III · Rusa IV